# Panchchuli
Der Panchchuli (auch Panch Chuli) ist ein Gebirgsmassiv im Himalaya im indischen Bundesstaat Uttarakhand.
Das Gebirgsmassiv befindet sich im Distrikt Pithoragarh zwischen den Flusstälern von Gori im Westen und Darma im Osten.
Höchster Gipfel ist der 6904 m hohe Panchchuli II. Dessen Erstbesteigung fand am 25. Mai 1973 durch eine Expedition der indisch-tibetischen Grenzpolizei unter Führung von Mahendra Singh über den Südwestgrat statt. Nach Norden hin wird die Bergkette vom Nagalaphu und der Chaudhara fortgesetzt. Der Panchchuli V wurde am 17. Oktober 1972 ebenfalls von Mitgliedern der indisch-tibetischen Grenzpolizei über den Südgrat erstbestiegen.
Die Gipfel:
| Name           | Höhe in m | Lage                             |
| -------------- | --------- | -------------------------------- |
| Panchchuli I   | 6355      | 30° 12′ 12,7″ N, 80° 24′ 45″ O   |
| Panchchuli II  | 6904      | 30° 12′ 48,9″ N, 80° 25′ 33,2″ O |
| Panchchuli III | 6312      | 30° 12′ 6,9″ N, 80° 26′ 30,6″ O  |
| Panchchuli IV  | 6334      | 30° 11′ 44,3″ N, 80° 27′ 16,4″ O |
| Panchchuli V   | 6437      | 30° 11′ 17,4″ N, 80° 28′ 8,8″ O  |